# Edzendouan
Edzendouan es una comuna camerunesa perteneciente al departamento de Méfou-et-Afamba de la región del Centro.
En 2005 tiene 4436 habitantes, de los que 413 viven en la capital comunal homónima.
Se ubica unos 30 km al noreste de la capital nacional Yaundé.

## Localidades
Comprende, además de Edzendouan, las siguientes localidades:
- Afan-Essele
- Afan-Mvié
- Akondok
- Mebenga-Dzana
- Mvomdoumba
- Ndzana
- Nkoayos